# Esigodini
Esigodini, bis 1982 Essexvale, ist ein Ort mit etwa 2000 Einwohnern in der Provinz Matabeleland South in Simbabwe. Er wurde 1894 gegründet.

## Geografie
Der Ort liegt auf etwa 1170 m Höhe in dem Distrikt Umzingwane, 40 km südöstlich von Bulawayo am Fluss Mzingwane.

## Infrastruktur
Esigodini liegt inmitten eines ländlichen Gebietes. Der Ort liegt an der Fernstraße A6 und der Eisenbahnlinie Bulawayo-West Nicholson. Etwa 7 km nördlich liegt ein Flugfeld. Esigodini hat Grund- und Sekundarschulen. Um den Ort sind mehrere Staudämme errichtet. Der größte ist der östlich gelegene Upper Ncema Damm am Mzingwane.